# Charles Simon Clermont-Ganneau
Charles Simon Clermont-Ganneau, född 19 februari 1846 i Paris, död där 15 februari 1923, var en fransk orientalist. Han var son till Simon Ganneau.
Clermont-Ganneau blev konsulatsekreterare och dragoman i Jerusalem 1867. Han kopierade, översatte och utgav i Revue archéologique 1870 inskriften på den Meshastelen, som han förvärvade för franska statens räkning. Clermont-Ganneau blev dragoman vid legationen i Konstantinopel 1873, konsul i Jaffa 1880, samt professor i semitisk epigrafik och arkeologi vid Collège de France 1890. Han påvisade i en skrift, Les fraudes archéologiques en Palestine (1885), att alla de av museet i Berlin inköpta lerskärvorna med moabitiska inskriptioner var förfalskade, och var ordförande i den kommission, som 1903 avslöjade den av Louvren inköpta Saitafernes tiara som ett modernt ryskt guldsmedsarbete. Bland utgivna skrifter märks L'Imagerie phénicienne et la mythologie iconologique chez les Grecs (1880),  Album d'antiquités orientales (1897) och Recueil d'archéologie orientale (1888-).